# Gabriel Wilhelm Götten
Gabriel Wilhelm Götten oder Gabriel Wilhelm Goetten (* 4. Dezember 1708 in Magdeburg; † 28. August 1781 in Hannover) war ein deutscher lutherischer Theologe und Generalsuperintendent.

## Leben
Götten war ein Sohn des Pastors Heinrich Ludwig Götten an der St.-Nicolai-Kirche in Magdeburg. Er studierte Theologie und wurde 1743 Pastor an St. Michaelis in Hildesheim, 1736 vierter Pastor an der Stadtkirche in Celle, 1741 Pastor und Superintendent an der St.-Johannis-Kirche in Lüneburg, 1746 zweiter Pastor an der Schlosskirche in Hannover und Mitglied des Konsistoriums. Ab 1758 war er zugleich Generalsuperintendent der Generaldiözese Hoya-Diepholz. Von 1761 bis 1781 war er erster Pastor an der Schlosskirche in Hannover und Generalsuperintendent der Generaldiözese Calenberg.
Gemeinsam mit Ernst Christoph Böttcher war Götten Stiftungs-Gründer des Hannoverschen Schullehrer-Seminars.

## Werke
- Das Jetzt-lebende Gelehrte Europa […]. 3 Bände, Braunschweig / Hildesheim 1735–1740; Digitalisate: Band 1 und Band 2 in einem Digitalisat und einzeln Band 3